# Liste des monuments historiques protégés en 1962
n̪̍Cet article recense les monuments historiques français classés ou inscrits en 1962.

## Protections
| Édifice                                                                                        | Commune                     | Département             | Région                     | Protection | Base Mérimée                         | Coordonnées                        | Image |
| ---------------------------------------------------------------------------------------------- | --------------------------- | ----------------------- | -------------------------- | ---------- | ------------------------------------ | ---------------------------------- | ----- |
| Maison du Marchand                                                                             | Billy                       | Allier                  | Auvergne-Rhône-Alpes       | inscrit    | « PA00093003 », notice no PA00093003 | 46° 14′ 12″ nord, 3° 25′ 48″ est   |       |
| Grande Fontaine                                                                                | Valensole                   | Alpes-de-Haute-Provence | Provence-Alpes-Côte d'Azur | classé     | « PA00080504 », notice no PA00080504 | 43° 50′ 14″ nord, 5° 59′ 07″ est   |       |
| Hôtel de Clapiers-Cabris                                                                       | Grasse                      | Alpes-Maritimes         | Provence-Alpes-Côte d'Azur | inscrit    | « PA00080732 », notice no PA00080732 | 43° 39′ 25″ nord, 6° 55′ 21″ est   |       |
| Pont de Chambonas                                                                              | Chambonas                   | Ardèche                 | Auvergne-Rhône-Alpes       | inscrit    | « PA00116683 », notice no PA00116683 | 44° 24′ 51″ nord, 4° 07′ 39″ est   |       |
| Manufacture royale de draps Le Dijonval                                                        | Sedan                       | Ardennes                | Grand Est                  | inscrit    | « PA00078523 », notice no PA00078523 | 49° 42′ 21″ nord, 4° 56′ 19″ est   |       |
| Couvent des Capucins irlandais                                                                 | Sedan                       | Ardennes                | Grand Est                  | classé     | « PA00078519 », notice no PA00078519 | 49° 42′ 18″ nord, 4° 56′ 41″ est   |       |
| Église Saint-Pierre de Montgauch                                                               | Montgauch                   | Ariège                  | Occitanie                  | classé     | « PA00093888 », notice no PA00093888 | 43° 00′ 00″ nord, 1° 04′ 31″ est   |       |
| Église Saint-Pierre-Saint-Paul                                                                 | La Motte-Tilly              | Aube                    | Grand Est                  | inscrit    | « PA00078163 », notice no PA00078163 | 48° 28′ 25″ nord, 3° 26′ 22″ est   |       |
| Croix de cimetière                                                                             | Jonquières                  | Aude                    | Occitanie                  | inscrit    | « PA00102704 », notice no PA00102704 | 43° 02′ 23″ nord, 2° 43′ 47″ est   |       |
| Moulin à vent                                                                                  | Saint-Amans                 | Aude                    | Occitanie                  | inscrit    | « PA00102880 », notice no PA00102880 | 43° 13′ 31″ nord, 1° 53′ 18″ est   |       |
| Croix de cimetière                                                                             | Saint-Martin-le-Vieil       | Aude                    | Occitanie                  | inscrit    | « PA00102887 », notice no PA00102887 | 43° 17′ 34″ nord, 2° 08′ 46″ est   |       |
| Maison des Templiers de Lançon                                                                 | Lançon-Provence             | Bouches-du-Rhône        | Provence-Alpes-Côte d'Azur | classé     | « PA00081312 », notice no PA00081312 | 43° 35′ 29″ nord, 5° 07′ 36″ est   |       |
| Donjon de Montignac                                                                            | Montignac-Charente          | Charente                | Nouvelle-Aquitaine         | inscrit    | « PA00104430 », notice no PA00104430 | 45° 47′ 03″ nord, 0° 07′ 24″ est   |       |
| Tumulus du Vieux Breuil                                                                        | Tusson                      | Charente                | Nouvelle-Aquitaine         | inscrit    | « PA00104530 », notice no PA00104530 | 45° 55′ 54″ nord, 0° 04′ 53″ est   |       |
| Hôtel                                                                                          | La Rochelle                 | Charente-Maritime       | Nouvelle-Aquitaine         | classé     | « PA00104893 », notice no PA00104893 | 46° 09′ 28″ nord, 1° 09′ 17″ ouest |       |
| Église Saint-Étienne de La Guerche-sur-l'Aubois                                                | La Guerche-sur-l'Aubois     | Cher                    | Centre-Val de Loire        | classé     | « PA00096810 », notice no PA00096810 | 46° 57′ 02″ nord, 2° 56′ 59″ est   |       |
| Château du Préau                                                                               | Nohant-en-Goût              | Cher                    | Centre-Val de Loire        | inscrit    | « PA00096857 », notice no PA00096857 | 47° 04′ 07″ nord, 2° 33′ 42″ est   |       |
| Halle à grains de Meyssac                                                                      | Meyssac                     | Corrèze                 | Nouvelle-Aquitaine         | inscrit    | « PA00099807 », notice no PA00099807 | 45° 03′ 21″ nord, 1° 40′ 28″ est   |       |
| Ponts de l'Abattoir                                                                            | Montigny-sur-Aube           | Côte-d'Or               | Bourgogne-Franche-Comté    | classé     | « PA00112558 », notice no PA00112558 | 47° 57′ 18″ nord, 4° 46′ 59″ est   |       |
| Commanderie de La Romagne                                                                      | Saint-Maurice-sur-Vingeanne | Côte-d'Or               | Bourgogne-Franche-Comté    | classé     | « PA00112632 », notice no PA00112632 | 47° 35′ 31″ nord, 5° 23′ 37″ est   |       |
| Hôtel de Chassey                                                                               | Semur-en-Auxois             | Côte-d'Or               | Bourgogne-Franche-Comté    | classé     | « PA00112672 », notice no PA00112672 | 47° 29′ 22″ nord, 4° 19′ 40″ est   |       |
| Site mégalithique de la Lande du Gras                                                          | Meslin                      | Côtes-d'Armor           | Bretagne                   | classé     | « PA00089330 », notice no PA00089330 | 48° 26′ 14″ nord, 2° 35′ 09″ ouest |       |
| Chapelle Saint-Hervé du Ménez-Bré                                                              | Pédernec                    | Côtes-d'Armor           | Bretagne                   | classé     | « PA00089367 », notice no PA00089367 | 48° 34′ 35″ nord, 3° 18′ 28″ ouest |       |
| Musée des arts et traditions populaires                                                        | Aubusson                    | Creuse                  | Nouvelle-Aquitaine         | classé     | « PA00099996 », notice no PA00099996 | 45° 57′ 26″ nord, 2° 10′ 13″ est   |       |
| Château de Ligondeix                                                                           | Chambonchard                | Creuse                  | Nouvelle-Aquitaine         | inscrit    | « PA00100032 », notice no PA00100032 | 46° 08′ 48″ nord, 2° 33′ 30″ est   |       |
| Château de la Cousse                                                                           | Coulaures                   | Dordogne                | Nouvelle-Aquitaine         | inscrit    | « PA00082502 », notice no PA00082502 | 45° 17′ 43″ nord, 0° 59′ 35″ est   |       |
| Dolmen de Giverzac                                                                             | Domme                       | Dordogne                | Nouvelle-Aquitaine         | inscrit    | « PA00082513 », notice no PA00082513 | 44° 48′ 38″ nord, 1° 14′ 44″ est   |       |
| Château d'Auberoche                                                                            | Fanlac                      | Dordogne                | Nouvelle-Aquitaine         | inscrit    | « PA00082555 », notice no PA00082555 | 45° 03′ 33″ nord, 1° 05′ 31″ est   |       |
| Maison                                                                                         | Monpazier                   | Dordogne                | Nouvelle-Aquitaine         | inscrit    | « PA00082657 », notice no PA00082657 | 44° 40′ 48″ nord, 0° 53′ 41″ est   |       |
| Maison                                                                                         | Monpazier                   | Dordogne                | Nouvelle-Aquitaine         | inscrit    | « PA00082658 », notice no PA00082658 | 44° 40′ 49″ nord, 0° 53′ 41″ est   |       |
| Maison à couvert                                                                               | Monpazier                   | Dordogne                | Nouvelle-Aquitaine         | inscrit    | « PA00082664 », notice no PA00082664 | 44° 40′ 49″ nord, 0° 53′ 40″ est   |       |
| Maison à couvert                                                                               | Monpazier                   | Dordogne                | Nouvelle-Aquitaine         | inscrit    | « PA00082671 », notice no PA00082671 | 44° 40′ 48″ nord, 0° 53′ 39″ est   |       |
| Maison à couvert                                                                               | Monpazier                   | Dordogne                | Nouvelle-Aquitaine         | inscrit    | « PA00082669 », notice no PA00082669 | 44° 40′ 47″ nord, 0° 53′ 40″ est   |       |
| Maison à couvert                                                                               | Monpazier                   | Dordogne                | Nouvelle-Aquitaine         | inscrit    | « PA00082670 », notice no PA00082670 | 44° 40′ 48″ nord, 0° 53′ 39″ est   |       |
| Grotte de Lascaux                                                                              | Montignac-Lascaux           | Dordogne                | Nouvelle-Aquitaine         | classé     | « PA00082696 », notice no PA00082696 | 45° 03′ 14″ nord, 1° 10′ 15″ est   |       |
| Château de Fénelon                                                                             | Sainte-Mondane              | Dordogne                | Nouvelle-Aquitaine         | classé     | « PA00082878 », notice no PA00082878 | 44° 50′ 32″ nord, 1° 21′ 01″ est   |       |
| Hôtel des Mirepoises                                                                           | Sarlat-la-Canéda            | Dordogne                | Nouvelle-Aquitaine         | inscrit    | « PA00082951 », notice no PA00082951 | 44° 53′ 25″ nord, 1° 13′ 05″ est   |       |
| Hôtel de Labrousse                                                                             | Sarlat-la-Canéda            | Dordogne                | Nouvelle-Aquitaine         | classé     | « PA00082972 », notice no PA00082972 | 44° 53′ 25″ nord, 1° 12′ 58″ est   |       |
| Église Saint-Jean-Baptiste de La Canéda                                                        | Sarlat-la-Canéda            | Dordogne                | Nouvelle-Aquitaine         | inscrit    | « PA00082928 », notice no PA00082928 | 44° 51′ 29″ nord, 1° 14′ 14″ est   |       |
| Maison                                                                                         | Sarlat-la-Canéda            | Dordogne                | Nouvelle-Aquitaine         | inscrit    | « PA00082979 », notice no PA00082979 | 44° 53′ 21″ nord, 1° 13′ 00″ est   |       |
| Maison d'Anne de Dautrery                                                                      | Sarlat-la-Canéda            | Dordogne                | Nouvelle-Aquitaine         | inscrit    | « PA00082975 », notice no PA00082975 | 44° 53′ 22″ nord, 1° 13′ 01″ est   |       |
| Maison                                                                                         | Sarlat-la-Canéda            | Dordogne                | Nouvelle-Aquitaine         | inscrit    | « PA00082971 », notice no PA00082971 | 44° 53′ 25″ nord, 1° 12′ 58″ est   |       |
| Manoir de Jaillac                                                                              | Sorges                      | Dordogne                | Nouvelle-Aquitaine         | inscrit    | « PA00083006 », notice no PA00083006 | 45° 17′ 11″ nord, 0° 49′ 11″ est   |       |
| Mégalithe des Coutoux                                                                          | Valeuil                     | Dordogne                | Nouvelle-Aquitaine         | inscrit    | « PA00083046 », notice no PA00083046 | 45° 19′ 18″ nord, 0° 39′ 39″ est   |       |
| Château des Tourettes (vestiges)                                                               | Les Tourrettes              | Drôme                   | Auvergne-Rhône-Alpes       | inscrit    | « PA00117080 », notice no PA00117080 | 44° 40′ 00″ nord, 4° 48′ 49″ est   |       |
| Église Saint-Pierre de Fourges                                                                 | Fourges                     | Eure                    | Normandie                  | inscrit    | « PA00099422 », notice no PA00099422 | 49° 07′ 18″ nord, 1° 38′ 23″ est   |       |
| Église Saint-Ouen de Saint-Ouen-de-Mancelles                                                   | Gisay-la-Coudre             | Eure                    | Normandie                  | inscrit    | « PA00099429 », notice no PA00099429 | 48° 56′ 15″ nord, 0° 35′ 52″ est   |       |
| Église Saint-Léger de La Haye-Aubrée                                                           | La Haye-Aubrée              | Eure                    | Normandie                  | inscrit    | « PA00099447 », notice no PA00099447 | 49° 23′ 16″ nord, 0° 41′ 33″ est   |       |
| Église Saint-Remy de Serez                                                                     | Serez                       | Eure                    | Normandie                  | inscrit    | « PA00099576 », notice no PA00099576 | 48° 56′ 01″ nord, 1° 21′ 52″ est   |       |
| Maison                                                                                         | Verneuil-sur-Avre           | Eure                    | Normandie                  | inscrit    | « PA00099608 », notice no PA00099608 | 48° 44′ 16″ nord, 0° 55′ 47″ est   |       |
| Maison                                                                                         | Verneuil-sur-Avre           | Eure                    | Normandie                  | inscrit    | « PA00099611 », notice no PA00099611 | 48° 44′ 18″ nord, 0° 55′ 51″ est   |       |
| Abbaye de la Sainte-Trinité de Tiron                                                           | Thiron-Gardais              | Eure-et-Loir            | Centre-Val de Loire        | inscrit    | « PA00097223 », notice no PA00097223 | 48° 18′ 43″ nord, 0° 59′ 37″ est   |       |
| Chapelle Notre-Dame-de-la-Paix de Clohars-Carnoët                                              | Clohars-Carnoët             | Finistère               | Bretagne                   | inscrit    | « PA00089880 », notice no PA00089880 |                                    |       |
| Fort du Cabellou                                                                               | Concarneau                  | Finistère               | Bretagne                   | classé     | « PA00089893 », notice no PA00089893 | 47° 51′ 25″ nord, 3° 55′ 03″ ouest |       |
| Cimetière de Daoulas                                                                           | Daoulas                     | Finistère               | Bretagne                   | classé     | « PA00089903 », notice no PA00089903 | 48° 21′ 43″ nord, 4° 15′ 54″ ouest |       |
| Menhir de Lanvar                                                                               | Guilvinec                   | Finistère               | Bretagne                   | classé     | « PA00089992 », notice no PA00089992 | 47° 48′ 13″ nord, 4° 17′ 06″ ouest |       |
| Hôtel Baron de Castille                                                                        | Uzès                        | Gard                    | Occitanie                  | inscrit    | « PA00103258 », notice no PA00103258 | 44° 00′ 46″ nord, 4° 25′ 18″ est   |       |
| Église Saint-Abdon-et-Saint-Sennen de Labéjan                                                  | Labéjan                     | Gers                    | Occitanie                  | inscrit    | « PA00094816 », notice no PA00094816 | 43° 32′ 17″ nord, 0° 30′ 04″ est   |       |
| Tour de Termes-d'Armagnac                                                                      | Termes-d'Armagnac           | Gers                    | Occitanie                  | classé     | « PA00094938 », notice no PA00094938 | 43° 40′ 17″ nord, 0° 00′ 47″ ouest |       |
| Boutique                                                                                       | Bordeaux                    | Gironde                 | Nouvelle-Aquitaine         | inscrit    | « PA00083159 », notice no PA00083159 | 44° 50′ 13″ nord, 0° 34′ 25″ ouest |       |
| Château de Treulon                                                                             | Bruges                      | Gironde                 | Nouvelle-Aquitaine         | inscrit    | « PA00083492 », notice no PA00083492 | 44° 52′ 57″ nord, 0° 37′ 01″ ouest |       |
| Ancienne mairie                                                                                | Ingersheim                  | Haut-Rhin               | Grand Est                  | inscrit    | « PA00085467 », notice no PA00085467 | 48° 05′ 56″ nord, 7° 18′ 08″ est   |       |
| Remparts                                                                                       | Neuf-Brisach                | Haut-Rhin               | Grand Est                  | classé     | « PA00085566 », notice no PA00085566 | 48° 01′ 11″ nord, 7° 31′ 31″ est   |       |
| Église Saint-Sebastien                                                                         | Soultzmatt                  | Haut-Rhin               | Grand Est                  | classé     | « PA00085689 », notice no PA00085689 | 47° 57′ 37″ nord, 7° 14′ 15″ est   |       |
| Fort de Matra                                                                                  | Aléria                      | Haute-Corse             | Corse                      | classé     | « PA00099150 », notice no PA00099150 | 42° 06′ 16″ nord, 9° 30′ 40″ est   |       |
| Menhir Peyro-Hitto                                                                             | Saint-Martory               | Haute-Garonne           | Occitanie                  | classé     | « PA00094469 », notice no PA00094469 | 43° 08′ 36″ nord, 0° 55′ 57″ est   |       |
| Halles d'Auzon                                                                                 | Auzon                       | Haute-Loire             | Auvergne-Rhône-Alpes       | inscrit    | « PA00092588 », notice no PA00092588 | 45° 23′ 31″ nord, 3° 22′ 26″ est   |       |
| Église Saint-Marcel d'Espaly-Saint-Marcel                                                      | Espaly-Saint-Marcel         | Haute-Loire             | Auvergne-Rhône-Alpes       | inscrit    | « PA00092666 », notice no PA00092666 | 45° 02′ 53″ nord, 3° 51′ 54″ est   |       |
| Église Saint-Paul de Vals-le-Chastel                                                           | Vals-le-Chastel             | Haute-Loire             | Auvergne-Rhône-Alpes       | inscrit    | « PA00092908 », notice no PA00092908 | 45° 16′ 14″ nord, 3° 31′ 18″ est   |       |
| Église Notre-Dame-des-Salces de Saint-Privat                                                   | Saint-Privat                | Hérault                 | Occitanie                  | classé     | « PA00103712 », notice no PA00103712 | 43° 45′ 21″ nord, 3° 26′ 11″ est   |       |
| Château du Plessix                                                                             | La Couyère                  | Ille-et-Vilaine         | Bretagne                   | inscrit    | « PA00090538 », notice no PA00090538 | 47° 53′ 37″ nord, 1° 30′ 57″ ouest |       |
| Hôtel de la Moussaye                                                                           | Rennes                      | Ille-et-Vilaine         | Bretagne                   | classé     | « PA00090699 », notice no PA00090699 | 48° 06′ 43″ nord, 1° 40′ 37″ ouest |       |
| Mairie de Rennes                                                                               | Rennes                      | Ille-et-Vilaine         | Bretagne                   | classé     | « PA00090703 », notice no PA00090703 | 48° 06′ 41″ nord, 1° 40′ 48″ ouest |       |
| Hôtel de Bretagne                                                                              | Rennes                      | Ille-et-Vilaine         | Bretagne                   | inscrit    | « PA00090689 », notice no PA00090689 | 48° 06′ 50″ nord, 1° 40′ 49″ ouest |       |
| Maison, ty anna tavarn                                                                         | Rennes                      | Ille-et-Vilaine         | Bretagne                   | inscrit    | « PA00090742 », notice no PA00090742 | 48° 06′ 53″ nord, 1° 40′ 53″ ouest |       |
| Maison                                                                                         | Rennes                      | Ille-et-Vilaine         | Bretagne                   | inscrit    | « PA00090740 », notice no PA00090740 | 48° 06′ 52″ nord, 1° 40′ 53″ ouest |       |
| Maison                                                                                         | Rennes                      | Ille-et-Vilaine         | Bretagne                   | inscrit    | « PA00090737 », notice no PA00090737 | 48° 06′ 48″ nord, 1° 40′ 59″ ouest |       |
| Hôtel Racapé de La Feuillée                                                                    | Rennes                      | Ille-et-Vilaine         | Bretagne                   | classé     | « PA00090738 », notice no PA00090738 | 48° 06′ 48″ nord, 1° 41′ 01″ ouest |       |
| Hôtel de la Louvre ou de la Noue                                                               | Rennes                      | Ille-et-Vilaine         | Bretagne                   | classé     | « PA00090697 », notice no PA00090697 | 48° 06′ 48″ nord, 1° 41′ 00″ ouest |       |
| Maison                                                                                         | Rennes                      | Ille-et-Vilaine         | Bretagne                   | inscrit    | « PA00090739 », notice no PA00090739 | 48° 06′ 50″ nord, 1° 40′ 50″ ouest |       |
| Maison                                                                                         | Rennes                      | Ille-et-Vilaine         | Bretagne                   | inscrit    | « PA00090741 », notice no PA00090741 | 48° 06′ 53″ nord, 1° 40′ 53″ ouest |       |
| Ancien couvent Notre-Dame-des-Victoires (École nationale de la Marine marchande de Saint-Malo) | Saint-Malo                  | Ille-et-Vilaine         | Bretagne                   | classé     | « PA00090804 », notice no PA00090804 | 48° 39′ 03″ nord, 2° 01′ 35″ ouest |       |
| Cimetière des Ursulines (Amboise)                                                              | Amboise                     | Indre-et-Loire          | Centre-Val de Loire        | inscrit    | « PA00097506 », notice no PA00097506 | 47° 24′ 21″ nord, 0° 58′ 55″ est   |       |
| Château de Leugny                                                                              | Azay-sur-Cher               | Indre-et-Loire          | Centre-Val de Loire        | inscrit    | « PA00097551 », notice no PA00097551 | 47° 20′ 50″ nord, 0° 51′ 49″ est   |       |
| Château de Chenonceau                                                                          | Chenonceaux                 | Indre-et-Loire          | Centre-Val de Loire        | classé     | « PA00097654 », notice no PA00097654 | 47° 19′ 30″ nord, 1° 04′ 13″ est   |       |
| Église Saint-Étienne                                                                           | Chinon                      | Indre-et-Loire          | Centre-Val de Loire        | inscrit    | « PA00097665 », notice no PA00097665 | 47° 10′ 01″ nord, 0° 14′ 09″ est   |       |
| Palais du Bailliage (Chinon)                                                                   | Chinon                      | Indre-et-Loire          | Centre-Val de Loire        | inscrit    | « PA00097689 », notice no PA00097689 | 47° 10′ 01″ nord, 0° 14′ 11″ est   |       |
| Maison à pans de bois                                                                          | Chinon                      | Indre-et-Loire          | Centre-Val de Loire        | inscrit    | « PA00097676 », notice no PA00097676 | 47° 10′ 02″ nord, 0° 14′ 34″ est   |       |
| Donjon de Cigogné                                                                              | Cigogné                     | Indre-et-Loire          | Centre-Val de Loire        | inscrit    | « PA00097696 », notice no PA00097696 | 47° 15′ 39″ nord, 0° 55′ 51″ est   |       |
| Église Notre-Dame de Cigogné                                                                   | Cigogné                     | Indre-et-Loire          | Centre-Val de Loire        | inscrit    | « PA00097697 », notice no PA00097697 | 47° 15′ 37″ nord, 0° 55′ 51″ est   |       |
| Domaine de Chenonceaux                                                                         | Civray-de-Touraine          | Indre-et-Loire          | Centre-Val de Loire        | classé     | « PA00097705 », notice no PA00097705 | 47° 19′ 29″ nord, 1° 04′ 13″ est   |       |
| Hôtellerie Saint-Louis                                                                         | Cléré-les-Pins              | Indre-et-Loire          | Centre-Val de Loire        | inscrit    | « PA00097709 », notice no PA00097709 | 47° 26′ 52″ nord, 0° 21′ 33″ est   |       |
| Maison                                                                                         | Crissay-sur-Manse           | Indre-et-Loire          | Centre-Val de Loire        | inscrit    | « PA00097726 », notice no PA00097726 | 47° 09′ 00″ nord, 0° 29′ 07″ est   |       |
| Château de Paviers                                                                             | Crouzilles                  | Indre-et-Loire          | Centre-Val de Loire        | inscrit    | « PA00097731 », notice no PA00097731 | 47° 07′ 24″ nord, 0° 28′ 57″ est   |       |
| Église Saint-Pierre de Mougon                                                                  | Crouzilles                  | Indre-et-Loire          | Centre-Val de Loire        | inscrit    | « PA00097733 », notice no PA00097733 | 47° 07′ 01″ nord, 0° 28′ 24″ est   |       |
| Manoir de La Becthière                                                                         | Druye                       | Indre-et-Loire          | Centre-Val de Loire        | inscrit    | « PA00097743 », notice no PA00097743 | 47° 17′ 57″ nord, 0° 34′ 22″ est   |       |
| Église Saint-Étienne d'Épeigné-sur-Dême                                                        | Épeigné-sur-Dême            | Indre-et-Loire          | Centre-Val de Loire        | inscrit    | « PA00097745 », notice no PA00097745 | 47° 40′ 07″ nord, 0° 36′ 50″ est   |       |
| Château de Chenonceau                                                                          | Francueil                   | Indre-et-Loire          | Centre-Val de Loire        | classé     | « PA00097761 », notice no PA00097761 | 47° 19′ 27″ nord, 1° 04′ 15″ est   |       |
| Église Saint-Marcellin de La Guerche                                                           | La Guerche                  | Indre-et-Loire          | Centre-Val de Loire        | inscrit    | « PA00097773 », notice no PA00097773 | 47° 18′ 47″ nord, 1° 05′ 01″ est   |       |
| Château d'Hommes                                                                               | Hommes                      | Indre-et-Loire          | Centre-Val de Loire        | inscrit    | « PA00097774 », notice no PA00097774 | 47° 25′ 38″ nord, 0° 17′ 03″ est   |       |
| Château de Bonaventure                                                                         | Huismes                     | Indre-et-Loire          | Centre-Val de Loire        | inscrit    | « PA00097777 », notice no PA00097777 | 47° 12′ 43″ nord, 0° 15′ 30″ est   |       |
| Château de Contebault                                                                          | Huismes                     | Indre-et-Loire          | Centre-Val de Loire        | inscrit    | « PA00097776 », notice no PA00097776 | 47° 12′ 25″ nord, 0° 14′ 33″ est   |       |
| Manoir de la Bruère                                                                            | Huismes                     | Indre-et-Loire          | Centre-Val de Loire        | inscrit    | « PA00097779 », notice no PA00097779 | 47° 13′ 40″ nord, 0° 15′ 14″ est   |       |
| Église Saints-Gervais-et-Protais de Jaulnay                                                    | Jaulnay                     | Indre-et-Loire          | Centre-Val de Loire        | inscrit    | « PA00097786 », notice no PA00097786 | 46° 56′ 54″ nord, 0° 24′ 49″ est   |       |
| Église Saint-Martin de Ligré                                                                   | Ligré                       | Indre-et-Loire          | Centre-Val de Loire        | inscrit    | « PA00097809 », notice no PA00097809 | 47° 06′ 42″ nord, 0° 16′ 31″ est   |       |
| Château de Sassay                                                                              | Ligré                       | Indre-et-Loire          | Centre-Val de Loire        | inscrit    | « PA00097807 », notice no PA00097807 | 47° 06′ 38″ nord, 0° 14′ 49″ est   |       |
| Château de Loches                                                                              | Loches                      | Indre-et-Loire          | Centre-Val de Loire        | inscrit    | « PA00097821 », notice no PA00097821 | 47° 07′ 29″ nord, 0° 59′ 48″ est   |       |
| Porte Poitevine                                                                                | Loches                      | Indre-et-Loire          | Centre-Val de Loire        | inscrit    | « PA00097830 », notice no PA00097830 | 47° 07′ 31″ nord, 0° 59′ 45″ est   |       |
| Maison d'Agnès Sorel                                                                           | Loches                      | Indre-et-Loire          | Centre-Val de Loire        | inscrit    | « PA00097836 », notice no PA00097836 | 47° 07′ 39″ nord, 0° 59′ 51″ est   |       |
| Hôtel de la Gravière                                                                           | Loches                      | Indre-et-Loire          | Centre-Val de Loire        | inscrit    | « PA00097827 », notice no PA00097827 | 47° 07′ 38″ nord, 1° 00′ 00″ est   |       |
| Maison                                                                                         | Loches                      | Indre-et-Loire          | Centre-Val de Loire        | inscrit    | « PA00097838 », notice no PA00097838 | 47° 07′ 40″ nord, 0° 59′ 52″ est   |       |
| Maison                                                                                         | Loches                      | Indre-et-Loire          | Centre-Val de Loire        | inscrit    | « PA00097839 », notice no PA00097839 | 47° 07′ 42″ nord, 0° 59′ 53″ est   |       |
| Maison                                                                                         | Loches                      | Indre-et-Loire          | Centre-Val de Loire        | inscrit    | « PA00097841 », notice no PA00097841 | 47° 07′ 42″ nord, 0° 59′ 53″ est   |       |
| Église Saint-Martin de Maillé                                                                  | Maillé                      | Indre-et-Loire          | Centre-Val de Loire        | inscrit    | « PA00097857 », notice no PA00097857 | 47° 03′ 04″ nord, 0° 34′ 51″ est   |       |
| Église Saint-Pierre de Marçay                                                                  | Marçay                      | Indre-et-Loire          | Centre-Val de Loire        | inscrit    | « PA00097859 », notice no PA00097859 | 47° 05′ 58″ nord, 0° 13′ 02″ est   |       |
| Château de la Louère                                                                           | Marcé-sur-Esves             | Indre-et-Loire          | Centre-Val de Loire        | inscrit    | « PA00097860 », notice no PA00097860 | 47° 02′ 09″ nord, 0° 40′ 38″ est   |       |
| Hôtel de ville                                                                                 | Montrésor                   | Indre-et-Loire          | Centre-Val de Loire        | inscrit    | « PA00097879 », notice no PA00097879 | 47° 09′ 20″ nord, 1° 11′ 59″ est   |       |
| Manoir de Villefrault                                                                          | Nazelles-Négron             | Indre-et-Loire          | Centre-Val de Loire        | inscrit    | « PA00097887 », notice no PA00097887 | 47° 24′ 25″ nord, 0° 56′ 17″ est   |       |
| Manoir de Brulon                                                                               | Restigné                    | Indre-et-Loire          | Centre-Val de Loire        | inscrit    | « PA00097938 », notice no PA00097938 | 47° 17′ 51″ nord, 0° 14′ 47″ est   |       |
| Hôtel                                                                                          | Restigné                    | Indre-et-Loire          | Centre-Val de Loire        | inscrit    | « PA00097937 », notice no PA00097937 | 47° 16′ 48″ nord, 0° 13′ 43″ est   |       |
| Ruines du château sur le domaine de Paradis                                                    | Saint-Avertin               | Indre-et-Loire          | Centre-Val de Loire        | inscrit    | « PA00098057 », notice no PA00098057 | 47° 21′ 59″ nord, 0° 43′ 42″ est   |       |
| Manoir de La Carmerie                                                                          | Savonnières                 | Indre-et-Loire          | Centre-Val de Loire        | inscrit    | « PA00098103 », notice no PA00098103 | 47° 20′ 15″ nord, 0° 34′ 08″ est   |       |
| Château du Grand-Châtelet                                                                      | Thilouze                    | Indre-et-Loire          | Centre-Val de Loire        | classé     | « PA00098125 », notice no PA00098125 | 47° 13′ 26″ nord, 0° 36′ 00″ est   |       |
| Maison                                                                                         | Tours                       | Indre-et-Loire          | Centre-Val de Loire        | inscrit    | « PA00098256 », notice no PA00098256 | 47° 23′ 40″ nord, 0° 41′ 21″ est   |       |
| Maison                                                                                         | Tours                       | Indre-et-Loire          | Centre-Val de Loire        | inscrit    | « PA00098230 », notice no PA00098230 | 47° 23′ 48″ nord, 0° 41′ 25″ est   |       |
| Église Saint-Hilaire de Verneuil-le-Château                                                    | Verneuil-le-Château         | Indre-et-Loire          | Centre-Val de Loire        | inscrit    | « PA00098278 », notice no PA00098278 | 47° 02′ 21″ nord, 0° 27′ 23″ est   |       |
| Manoir de Foncher                                                                              | Villandry                   | Indre-et-Loire          | Centre-Val de Loire        | inscrit    | « PA00098288 », notice no PA00098288 | 47° 20′ 46″ nord, 0° 30′ 18″ est   |       |
| Manoir de Granges                                                                              | Yzeures-sur-Creuse          | Indre-et-Loire          | Centre-Val de Loire        | inscrit    | « PA00098301 », notice no PA00098301 | 46° 47′ 46″ nord, 0° 50′ 29″ est   |       |
| Chapelle Saint-Firmin de Notre-Dame-de-Mésage                                                  | Notre-Dame-de-Mésage        | Isère                   | Auvergne-Rhône-Alpes       | classé     | « PA00117231 », notice no PA00117231 | 45° 04′ 12″ nord, 5° 45′ 31″ est   |       |
| Église Saint-Martin de Hontanx                                                                 | Hontanx                     | Landes                  | Nouvelle-Aquitaine         | inscrit    | « PA00083956 », notice no PA00083956 | 43° 49′ 29″ nord, 0° 16′ 22″ ouest |       |
| Grotte Duruthy                                                                                 | Sorde-l'Abbaye              | Landes                  | Nouvelle-Aquitaine         | classé     | « PA00084018 », notice no PA00084018 | 43° 30′ 58″ nord, 1° 01′ 37″ ouest |       |
| Croix de Chandry                                                                               | Beauce la Romaine           | Loir-et-Cher            | Centre-Val de Loire        | classé     | « PA00098541 », notice no PA00098541 | 47° 53′ 54″ nord, 1° 34′ 30″ est   |       |
| Église Saint-Pierre de Pontlevoy                                                               | Pontlevoy                   | Loir-et-Cher            | Centre-Val de Loire        | inscrit    | « PA00098545 », notice no PA00098545 | 47° 23′ 20″ nord, 1° 15′ 19″ est   |       |
| Aqueduc romain du Gier                                                                         | Chagnon                     | Loire                   | Auvergne-Rhône-Alpes       | classé     | « PA00117433 », notice no PA00117433 | 45° 32′ 13″ nord, 4° 33′ 06″ est   |       |
| Aqueduc romain de Genilac                                                                      | Genilac                     | Loire                   | Auvergne-Rhône-Alpes       | classé     | « PA00117493 », notice no PA00117493 | 45° 31′ 37″ nord, 4° 34′ 16″ est   |       |
| Couvent des Oratoriens de Montbrison                                                           | Montbrison                  | Loire                   | Auvergne-Rhône-Alpes       | inscrit    | « PA00117519 », notice no PA00117519 | 45° 36′ 34″ nord, 4° 03′ 49″ est   |       |
| Château de Lacoste                                                                             | Salviac                     | Lot                     | Occitanie                  | inscrit    | « PA00095255 », notice no PA00095255 | 44° 40′ 53″ nord, 1° 15′ 49″ est   |       |
| Château de Théobon                                                                             | Loubès-Bernac               | Lot-et-Garonne          | Nouvelle-Aquitaine         | inscrit    | « PA00084159 », notice no PA00084159 | 44° 44′ 22″ nord, 0° 18′ 15″ est   |       |
| Maison                                                                                         | Angers                      | Maine-et-Loire          | Pays de la Loire           | classé     | « PA00108929 », notice no PA00108929 | 47° 28′ 16″ nord, 0° 33′ 14″ ouest |       |
| Maison                                                                                         | Angers                      | Maine-et-Loire          | Pays de la Loire           | classé     | « PA00108928 », notice no PA00108928 | 47° 28′ 16″ nord, 0° 33′ 14″ ouest |       |
| Abbaye de Fontevraud                                                                           | Fontevraud-l'Abbaye         | Maine-et-Loire          | Pays de la Loire           | classé     | « PA00109109 », notice no PA00109109 | 47° 10′ 53″ nord, 0° 03′ 05″ est   |       |
| Château du Plessis-Macé                                                                        | Longuenée-en-Anjou          | Maine-et-Loire          | Pays de la Loire           | classé     | « PA00109231 », notice no PA00109231 | 47° 32′ 41″ nord, 0° 40′ 33″ ouest |       |
| Chapelle Saint-Jean de Saint-Rémy-la-Varenne                                                   | Brissac Loire Aubance       | Maine-et-Loire          | Pays de la Loire           | inscrit    | « PA00109288 », notice no PA00109288 | 47° 23′ 46″ nord, 0° 17′ 52″ ouest |       |
| Église Saint-Mainbœuf                                                                          | Villebernier                | Maine-et-Loire          | Pays de la Loire           | inscrit    | « PA00109408 », notice no PA00109408 | 47° 15′ 11″ nord, 0° 01′ 49″ ouest |       |
| Abbaye des bénédictins saint-Pierre                                                            | Orbais-l'Abbaye             | Marne                   | Grand Est                  | classé     | « PA00078755 », notice no PA00078755 | 48° 57′ 02″ nord, 3° 42′ 03″ est   |       |
| Clocher de l'ancienne église Saint-Georges de Villaines-la-Juhel                               | Villaines-la-Juhel          | Mayenne                 | Pays de la Loire           | inscrit    | « PA00109625 », notice no PA00109625 | 48° 20′ 31″ nord, 0° 17′ 00″ ouest |       |
| Chapelle Notre-Dame de Cran                                                                    | Treffléan                   | Morbihan                | Bretagne                   | classé     | « PA00091759 », notice no PA00091759 | 47° 39′ 58″ nord, 2° 36′ 03″ ouest |       |
| Château du Vert-Bois                                                                           | Bondues                     | Nord                    | Hauts-de-France            | inscrit    | « PA00107380 », notice no PA00107380 | 50° 42′ 43″ nord, 3° 06′ 53″ est   |       |
| Église Notre-Dame                                                                              | Douai                       | Nord                    | Hauts-de-France            | classé     | « PA00107452 », notice no PA00107452 | 50° 22′ 00″ nord, 3° 05′ 11″ est   |       |
| Hôpital Saint-Sauveur                                                                          | Lille                       | Nord                    | Hauts-de-France            | classé     | « PA00107589 », notice no PA00107589 | 50° 37′ 51″ nord, 3° 04′ 23″ est   |       |
| Ruines de l'abbaye Sainte-Croix de Saint-Crépin-aux-Bois                                       | Saint-Crépin-aux-Bois       | Oise                    | Hauts-de-France            | classé     | « PA00114852 », notice no PA00114852 | 49° 27′ 02″ nord, 2° 59′ 27″ est   |       |
| Hôtel de Rosanbo                                                                               | 10e arrondissement de Paris | Paris                   | Île-de-France              | inscrit    | « PA00086499 », notice no PA00086499 | 48° 52′ 09″ nord, 2° 21′ 32″ est   |       |
| Hôtel de Sechtré                                                                               | 10e arrondissement de Paris | Paris                   | Île-de-France              | inscrit    | « PA00086500 », notice no PA00086500 | 48° 52′ 09″ nord, 2° 21′ 31″ est   |       |
| Fontaine de Montreuil                                                                          | 11e arrondissement de Paris | Paris                   | Île-de-France              | inscrit    | « PA00086535 », notice no PA00086535 | 48° 51′ 01″ nord, 2° 22′ 59″ est   |       |
| Pavillon de l'ancienne douane                                                                  | 12e arrondissement de Paris | Paris                   | Île-de-France              | inscrit    | « PA00086586 », notice no PA00086586 | 48° 50′ 27″ nord, 2° 22′ 40″ est   |       |
| Immeubles                                                                                      | 12e arrondissement de Paris | Paris                   | Île-de-France              | inscrit    | « PA00086573 », notice no PA00086573 |                                    |       |
| Hôpital Saint-Antoine                                                                          | 12e arrondissement de Paris | Paris                   | Île-de-France              | inscrit    | « PA00086571 », notice no PA00086571 | 48° 50′ 57″ nord, 2° 22′ 57″ est   |       |
| Pavillon Jean de Julienne                                                                      | 13e arrondissement de Paris | Paris                   | Île-de-France              | inscrit    | « PA00086603 », notice no PA00086603 | 48° 50′ 11″ nord, 2° 21′ 17″ est   |       |
| Immeuble                                                                                       | 1er arrondissement de Paris | Paris                   | Île-de-France              | inscrit    | « PA00085935 », notice no PA00085935 | 48° 52′ 02″ nord, 2° 19′ 28″ est   |       |
| Immeuble                                                                                       | 1er arrondissement de Paris | Paris                   | Île-de-France              | inscrit    | « PA00085957 », notice no PA00085957 | 48° 52′ 02″ nord, 2° 20′ 00″ est   |       |
| Place des Victoires                                                                            | 1er arrondissement de Paris | Paris                   | Île-de-France              | classé     | « PA00085997 », notice no PA00085997 | 48° 51′ 56″ nord, 2° 20′ 28″ est   |       |
| Immeuble                                                                                       | 1er arrondissement de Paris | Paris                   | Île-de-France              | inscrit    | « PA00085952 », notice no PA00085952 | 48° 51′ 41″ nord, 2° 20′ 32″ est   |       |
| Immeuble                                                                                       | 1er arrondissement de Paris | Paris                   | Île-de-France              | inscrit    | « PA00085956 », notice no PA00085956 | 48° 52′ 05″ nord, 2° 19′ 29″ est   |       |
| Hôtel Bergeret de Grancourt                                                                    | 1er arrondissement de Paris | Paris                   | Île-de-France              | classé     | « PA00085811 », notice no PA00085811 | 48° 51′ 56″ nord, 2° 20′ 26″ est   |       |
| Immeuble                                                                                       | 1er arrondissement de Paris | Paris                   | Île-de-France              | inscrit    | « PA00085951 », notice no PA00085951 | 48° 51′ 40″ nord, 2° 20′ 36″ est   |       |
| Hôtel Bergeret de Talmont                                                                      | 1er arrondissement de Paris | Paris                   | Île-de-France              | classé     | « PA00085812 », notice no PA00085812 | 48° 51′ 57″ nord, 2° 20′ 26″ est   |       |
| Hôtel de Montplanque                                                                           | 1er arrondissement de Paris | Paris                   | Île-de-France              | classé     | « PA00085831 », notice no PA00085831 | 48° 51′ 56″ nord, 2° 20′ 27″ est   |       |
| Immeuble                                                                                       | 1er arrondissement de Paris | Paris                   | Île-de-France              | inscrit    | « PA00085844 », notice no PA00085844 | 48° 51′ 39″ nord, 2° 20′ 32″ est   |       |
| Immeuble                                                                                       | 1er arrondissement de Paris | Paris                   | Île-de-France              | inscrit    | « PA00085953 », notice no PA00085953 | 48° 51′ 57″ nord, 2° 19′ 50″ est   |       |
| Hôtel Cornette                                                                                 | 2e arrondissement de Paris  | Paris                   | Île-de-France              | classé     | « PA00086025 », notice no PA00086025 | 48° 51′ 57″ nord, 2° 20′ 29″ est   |       |
| Hôtel de Prévenchères                                                                          | 2e arrondissement de Paris  | Paris                   | Île-de-France              | classé     | « PA00086034 », notice no PA00086034 | 48° 51′ 57″ nord, 2° 20′ 27″ est   |       |
| Hôtel de Metz de Rosnay                                                                        | 2e arrondissement de Paris  | Paris                   | Île-de-France              | classé     | « PA00086029 », notice no PA00086029 | 48° 51′ 57″ nord, 2° 20′ 26″ est   |       |
| Hôtel Gigault de La Salle                                                                      | 2e arrondissement de Paris  | Paris                   | Île-de-France              | classé     | « PA00086027 », notice no PA00086027 | 48° 51′ 58″ nord, 2° 20′ 28″ est   |       |
| Hôtel Berruyer (ou Hôtel Canillac)                                                             | 3e arrondissement de Paris  | Paris                   | Île-de-France              | inscrit    | « PA00086120 », notice no PA00086120 | 48° 51′ 31″ nord, 2° 21′ 50″ est   |       |
| Hôtel de Guénégaud                                                                             | 3e arrondissement de Paris  | Paris                   | Île-de-France              | classé     | « PA00086135 », notice no PA00086135 | 48° 51′ 41″ nord, 2° 21′ 31″ est   |       |
| Hôtel de Nesmond                                                                               | 5e arrondissement de Paris  | Paris                   | Île-de-France              | inscrit    | « PA00088435 », notice no PA00088435 | 48° 51′ 03″ nord, 2° 21′ 05″ est   |       |
| Immeuble                                                                                       | 5e arrondissement de Paris  | Paris                   | Île-de-France              | inscrit    | « PA00088444 », notice no PA00088444 | 48° 50′ 56″ nord, 2° 20′ 34″ est   |       |
| Immeuble                                                                                       | 5e arrondissement de Paris  | Paris                   | Île-de-France              | inscrit    | « PA00088442 », notice no PA00088442 | 48° 50′ 58″ nord, 2° 20′ 34″ est   |       |
| Hôtel Saint-Haure                                                                              | 5e arrondissement de Paris  | Paris                   | Île-de-France              | classé     | « PA00088436 », notice no PA00088436 | 48° 50′ 35″ nord, 2° 20′ 49″ est   |       |
| Petit Hôtel de Sourdéac                                                                        | 6e arrondissement de Paris  | Paris                   | Île-de-France              | inscrit    | « PA00088544 », notice no PA00088544 | 48° 51′ 04″ nord, 2° 20′ 17″ est   |       |
| Immeuble                                                                                       | 6e arrondissement de Paris  | Paris                   | Île-de-France              | inscrit    | « PA00088575 », notice no PA00088575 | 48° 51′ 03″ nord, 2° 20′ 17″ est   |       |
| Immeuble                                                                                       | 6e arrondissement de Paris  | Paris                   | Île-de-France              | inscrit    | « PA00088576 », notice no PA00088576 | 48° 51′ 03″ nord, 2° 20′ 17″ est   |       |
| Immeuble                                                                                       | 6e arrondissement de Paris  | Paris                   | Île-de-France              | inscrit    | « PA00088579 », notice no PA00088579 | 48° 51′ 00″ nord, 2° 20′ 16″ est   |       |
| Immeuble                                                                                       | 6e arrondissement de Paris  | Paris                   | Île-de-France              | inscrit    | « PA00088573 », notice no PA00088573 | 48° 51′ 04″ nord, 2° 20′ 18″ est   |       |
| Immeuble                                                                                       | 6e arrondissement de Paris  | Paris                   | Île-de-France              | inscrit    | « PA00088626 », notice no PA00088626 | 48° 51′ 25″ nord, 2° 19′ 56″ est   |       |
| Café Procope                                                                                   | 6e arrondissement de Paris  | Paris                   | Île-de-France              | inscrit    | « PA00088496 », notice no PA00088496 | 48° 51′ 11″ nord, 2° 20′ 20″ est   |       |
| Immeuble                                                                                       | 6e arrondissement de Paris  | Paris                   | Île-de-France              | inscrit    | « PA00088577 », notice no PA00088577 | 48° 51′ 02″ nord, 2° 20′ 17″ est   |       |
| Immeuble                                                                                       | 6e arrondissement de Paris  | Paris                   | Île-de-France              | inscrit    | « PA00088578 », notice no PA00088578 | 48° 51′ 00″ nord, 2° 20′ 16″ est   |       |
| Immeuble (fontaine)                                                                            | 6e arrondissement de Paris  | Paris                   | Île-de-France              | inscrit    | « PA00088585 », notice no PA00088585 | 48° 50′ 59″ nord, 2° 20′ 09″ est   |       |
| Hôtel Machelet de Velye                                                                        | 6e arrondissement de Paris  | Paris                   | Île-de-France              | inscrit    | « PA00088537 », notice no PA00088537 | 48° 51′ 05″ nord, 2° 20′ 18″ est   |       |
| Immeuble                                                                                       | 6e arrondissement de Paris  | Paris                   | Île-de-France              | inscrit    | « PA00088574 », notice no PA00088574 | 48° 51′ 04″ nord, 2° 20′ 17″ est   |       |
| Immeuble                                                                                       | 6e arrondissement de Paris  | Paris                   | Île-de-France              | inscrit    | « PA00088589 », notice no PA00088589 | 48° 51′ 18″ nord, 2° 20′ 07″ est   |       |
| Immeuble ancien Hôtel de Parieu                                                                | 7e arrondissement de Paris  | Paris                   | Île-de-France              | inscrit    | « PA00088769 », notice no PA00088769 | 48° 51′ 30″ nord, 2° 19′ 17″ est   |       |
| Hôtel de Coislin                                                                               | 8e arrondissement de Paris  | Paris                   | Île-de-France              | classé     | « PA00088824 », notice no PA00088824 | 48° 52′ 02″ nord, 2° 19′ 19″ est   |       |
| Immeuble                                                                                       | 8e arrondissement de Paris  | Paris                   | Île-de-France              | classé     | « PA00088856 », notice no PA00088856 | 48° 52′ 03″ nord, 2° 19′ 21″ est   |       |
| Immeuble                                                                                       | 8e arrondissement de Paris  | Paris                   | Île-de-France              | inscrit    | « PA00088853 », notice no PA00088853 | 48° 52′ 02″ nord, 2° 19′ 20″ est   |       |
| Immeuble                                                                                       | 8e arrondissement de Paris  | Paris                   | Île-de-France              | inscrit    | « PA00088854 », notice no PA00088854 | 48° 52′ 03″ nord, 2° 19′ 20″ est   |       |
| Collège des Jésuites                                                                           | Clermont-Ferrand            | Puy-de-Dôme             | Auvergne-Rhône-Alpes       | inscrit    | « PA00091985 », notice no PA00091985 | 45° 46′ 36″ nord, 3° 05′ 15″ est   |       |
| Église Saint-Étienne de Luzillat                                                               | Luzillat                    | Puy-de-Dôme             | Auvergne-Rhône-Alpes       | inscrit    | « PA00092159 », notice no PA00092159 | 45° 56′ 43″ nord, 3° 23′ 20″ est   |       |
| Église Saint-Bonnet de Miremont                                                                | Miremont                    | Puy-de-Dôme             | Auvergne-Rhône-Alpes       | inscrit    | « PA00092188 », notice no PA00092188 | 45° 53′ 52″ nord, 2° 43′ 13″ est   |       |
| Château de Pionsat                                                                             | Pionsat                     | Puy-de-Dôme             | Auvergne-Rhône-Alpes       | inscrit    | « PA00092240 », notice no PA00092240 | 46° 06′ 32″ nord, 2° 41′ 45″ est   |       |
| Monastère des Cordeliers                                                                       | Riom                        | Puy-de-Dôme             | Auvergne-Rhône-Alpes       | inscrit    | « PA00092325 », notice no PA00092325 | 45° 53′ 42″ nord, 3° 06′ 55″ est   |       |
| Église Notre-Dame de Saint-Denis-Combarnazat                                                   | Saint-Denis-Combarnazat     | Puy-de-Dôme             | Auvergne-Rhône-Alpes       | inscrit    | « PA00092348 », notice no PA00092348 | 45° 58′ 58″ nord, 3° 20′ 56″ est   |       |
| Portique renaissance de Saint-Sauves-d'Auvergne                                                | Saint-Sauves-d'Auvergne     | Puy-de-Dôme             | Auvergne-Rhône-Alpes       | inscrit    | « PA00092396 », notice no PA00092396 | 45° 36′ 24″ nord, 2° 41′ 16″ est   |       |
| Église Saint-Victor de Saint-Victor-la-Rivière                                                 | Saint-Victor-la-Rivière     | Puy-de-Dôme             | Auvergne-Rhône-Alpes       | inscrit    | « PA00092400 », notice no PA00092400 | 45° 33′ 05″ nord, 2° 56′ 23″ est   |       |
| Église Notre-Dame de Ronzières                                                                 | Tourzel-Ronzières           | Puy-de-Dôme             | Auvergne-Rhône-Alpes       | inscrit    | « PA00092451 », notice no PA00092451 | 45° 31′ 05″ nord, 3° 07′ 57″ est   |       |
| Église Saint-Maurice d'Usson                                                                   | Usson                       | Puy-de-Dôme             | Auvergne-Rhône-Alpes       | inscrit    | « PA00092452 », notice no PA00092452 | 45° 31′ 43″ nord, 3° 20′ 17″ est   |       |
| Église Notre-Dame de Vergheas                                                                  | Vergheas                    | Puy-de-Dôme             | Auvergne-Rhône-Alpes       | inscrit    | « PA00092458 », notice no PA00092458 | 46° 01′ 47″ nord, 2° 36′ 54″ est   |       |
| Église Saint-Jean-Baptiste de Vic-le-Comte                                                     | Vic-le-Comte                | Puy-de-Dôme             | Auvergne-Rhône-Alpes       | classé     | « PA00092461 », notice no PA00092461 | 45° 38′ 34″ nord, 3° 14′ 47″ est   |       |
| Commanderie de Lacommande                                                                      | Lacommande                  | Pyrénées-Atlantiques    | Nouvelle-Aquitaine         | classé     | « PA00084419 », notice no PA00084419 | 43° 16′ 37″ nord, 0° 30′ 32″ ouest |       |
| Église Sainte-Blaise de Lacommande                                                             | Lacommande                  | Pyrénées-Atlantiques    | Nouvelle-Aquitaine         | classé     | « PA00084420 », notice no PA00084420 | 43° 16′ 38″ nord, 0° 30′ 31″ ouest |       |
| Église Saint-Jean de la Rectoria                                                               | Banyuls-sur-Mer             | Pyrénées-Orientales     | Occitanie                  | inscrit    | « PA00103967 », notice no PA00103967 | 42° 28′ 38″ nord, 3° 07′ 29″ est   |       |
| Maison dite de Melchior Philibert                                                              | Charly                      | Rhône                   | Auvergne-Rhône-Alpes       | classé     | « PA00117736 », notice no PA00117736 | 45° 38′ 49″ nord, 4° 47′ 47″ est   |       |
| Institution Robin                                                                              | Sainte-Colombe              | Rhône                   | Auvergne-Rhône-Alpes       | classé     | « PA00118025 », notice no PA00118025 | 45° 31′ 38″ nord, 4° 52′ 11″ est   |       |
| Couvent des Ursulines Musée des Ursulines                                                      | Mâcon                       | Saône-et-Loire          | Bourgogne-Franche-Comté    | inscrit    | « PA00113321 », notice no PA00113321 | 46° 18′ 25″ nord, 4° 49′ 59″ est   |       |
| Hôtel Senecé                                                                                   | Mâcon                       | Saône-et-Loire          | Bourgogne-Franche-Comté    | classé     | « PA00113325 », notice no PA00113325 | 46° 18′ 18″ nord, 4° 49′ 56″ est   |       |
| Château du Houssoy                                                                             | Crouy-sur-Ourcq             | Seine-et-Marne          | Île-de-France              | classé     | « PA00086920 », notice no PA00086920 | 49° 05′ 29″ nord, 3° 03′ 51″ est   |       |
| Maison des Petits-Plaids                                                                       | Provins                     | Seine-et-Marne          | Île-de-France              | inscrit    | « PA00087219 », notice no PA00087219 | 48° 33′ 46″ nord, 3° 17′ 16″ est   |       |
| Maison de Saint-Thibault                                                                       | Provins                     | Seine-et-Marne          | Île-de-France              | inscrit    | « PA00087238 », notice no PA00087238 | 48° 33′ 45″ nord, 3° 17′ 23″ est   |       |
| Maison                                                                                         | Provins                     | Seine-et-Marne          | Île-de-France              | inscrit    | « PA00087224 », notice no PA00087224 | 48° 33′ 49″ nord, 3° 17′ 10″ est   |       |
| Maison                                                                                         | Provins                     | Seine-et-Marne          | Île-de-France              | inscrit    | « PA00087230 », notice no PA00087230 | 48° 33′ 45″ nord, 3° 17′ 12″ est   |       |
| Maison                                                                                         | Provins                     | Seine-et-Marne          | Île-de-France              | inscrit    | « PA00087234 », notice no PA00087234 | 48° 33′ 40″ nord, 3° 17′ 44″ est   |       |
| Maison                                                                                         | Provins                     | Seine-et-Marne          | Île-de-France              | inscrit    | « PA00087220 », notice no PA00087220 | 48° 33′ 45″ nord, 3° 17′ 15″ est   |       |
| Maison                                                                                         | Provins                     | Seine-et-Marne          | Île-de-France              | inscrit    | « PA00087235 », notice no PA00087235 | 48° 33′ 41″ nord, 3° 17′ 40″ est   |       |
| Manoir de Cailletot                                                                            | Bolbec                      | Seine-Maritime          | Normandie                  | inscrit    | « PA00100570 », notice no PA00100570 | 49° 34′ 21″ nord, 0° 30′ 25″ est   |       |
| Immeuble                                                                                       | Rouen                       | Seine-Maritime          | Normandie                  | inscrit    | « PA00100869 », notice no PA00100869 | 49° 26′ 44″ nord, 1° 05′ 50″ est   |       |
| Immeuble                                                                                       | Rouen                       | Seine-Maritime          | Normandie                  | inscrit    | « PA00100875 », notice no PA00100875 | 49° 26′ 39″ nord, 1° 05′ 27″ est   |       |
| Immeuble                                                                                       | Rouen                       | Seine-Maritime          | Normandie                  | inscrit    | « PA00100909 », notice no PA00100909 | 49° 26′ 44″ nord, 1° 05′ 22″ est   |       |
| Immeubles                                                                                      | Rouen                       | Seine-Maritime          | Normandie                  | inscrit    | « PA00100913 », notice no PA00100913 | 49° 26′ 25″ nord, 1° 05′ 48″ est   |       |
| Immeuble                                                                                       | Rouen                       | Seine-Maritime          | Normandie                  | inscrit    | « PA00100865 », notice no PA00100865 | 49° 26′ 37″ nord, 1° 05′ 45″ est   |       |
| Immeuble                                                                                       | Rouen                       | Seine-Maritime          | Normandie                  | inscrit    | « PA00100879 », notice no PA00100879 | 49° 26′ 40″ nord, 1° 05′ 24″ est   |       |
| Immeuble                                                                                       | Rouen                       | Seine-Maritime          | Normandie                  | inscrit    | « PA00100883 », notice no PA00100883 | 49° 26′ 42″ nord, 1° 05′ 16″ est   |       |
| Immeuble                                                                                       | Rouen                       | Seine-Maritime          | Normandie                  | inscrit    | « PA00100884 », notice no PA00100884 | 49° 26′ 42″ nord, 1° 05′ 16″ est   |       |
| Maison de maître drapier-teinturier                                                            | Rouen                       | Seine-Maritime          | Normandie                  | inscrit    | « PA00100890 », notice no PA00100890 | 49° 26′ 29″ nord, 1° 06′ 08″ est   |       |
| Immeuble                                                                                       | Rouen                       | Seine-Maritime          | Normandie                  | inscrit    | « PA00100907 », notice no PA00100907 | 49° 26′ 28″ nord, 1° 05′ 49″ est   |       |
| Immeuble                                                                                       | Rouen                       | Seine-Maritime          | Normandie                  | inscrit    | « PA00100916 », notice no PA00100916 | 49° 26′ 25″ nord, 1° 05′ 47″ est   |       |
| Immeuble                                                                                       | Rouen                       | Seine-Maritime          | Normandie                  | inscrit    | « PA00100881 », notice no PA00100881 | 49° 26′ 42″ nord, 1° 05′ 16″ est   |       |
| Immeuble                                                                                       | Rouen                       | Seine-Maritime          | Normandie                  | inscrit    | « PA00100882 », notice no PA00100882 | 49° 26′ 42″ nord, 1° 05′ 16″ est   |       |
| Immeuble                                                                                       | Rouen                       | Seine-Maritime          | Normandie                  | classé     | « PA00100897 », notice no PA00100897 | 49° 26′ 24″ nord, 1° 05′ 56″ est   |       |
| Immeuble                                                                                       | Rouen                       | Seine-Maritime          | Normandie                  | inscrit    | « PA00100902 », notice no PA00100902 | 49° 26′ 27″ nord, 1° 05′ 27″ est   |       |
| Immeuble                                                                                       | Rouen                       | Seine-Maritime          | Normandie                  | inscrit    | « PA00100868 », notice no PA00100868 | 49° 26′ 43″ nord, 1° 05′ 50″ est   |       |
| Immeuble                                                                                       | Rouen                       | Seine-Maritime          | Normandie                  | inscrit    | « PA00100871 », notice no PA00100871 | 49° 26′ 45″ nord, 1° 05′ 51″ est   |       |
| Immeuble                                                                                       | Rouen                       | Seine-Maritime          | Normandie                  | inscrit    | « PA00100877 », notice no PA00100877 | 49° 26′ 39″ nord, 1° 05′ 24″ est   |       |
| Maison de maître drapier                                                                       | Rouen                       | Seine-Maritime          | Normandie                  | inscrit    | « PA00100892 », notice no PA00100892 | 49° 26′ 29″ nord, 1° 06′ 04″ est   |       |
| Immeubles                                                                                      | Rouen                       | Seine-Maritime          | Normandie                  | inscrit    | « PA00100912 », notice no PA00100912 | 49° 26′ 24″ nord, 1° 05′ 49″ est   |       |
| Immeuble                                                                                       | Rouen                       | Seine-Maritime          | Normandie                  | inscrit    | « PA00100917 », notice no PA00100917 | 49° 26′ 26″ nord, 1° 05′ 45″ est   |       |
| Immeuble                                                                                       | Rouen                       | Seine-Maritime          | Normandie                  | inscrit    | « PA00100866 », notice no PA00100866 | 49° 26′ 41″ nord, 1° 05′ 49″ est   |       |
| Porte de la Jane                                                                               | Cordes-sur-Ciel             | Tarn                    | Occitanie                  | classé     | « PA00095542 », notice no PA00095542 | 44° 03′ 50″ nord, 1° 56′ 56″ est   |       |
| Église Saint-Denis de Chérence                                                                 | Chérence                    | Val-d'Oise              | Île-de-France              | classé     | « PA00080027 », notice no PA00080027 | 49° 05′ 16″ nord, 1° 40′ 33″ est   |       |
| Église Notre-Dame-et-Saint-Eugène de Deuil-la-Barre                                            | Deuil-la-Barre              | Val-d'Oise              | Île-de-France              | classé     | « PA00080039 », notice no PA00080039 | 48° 58′ 34″ nord, 2° 19′ 33″ est   |       |
| Hospice de Bicêtre                                                                             | Le Kremlin-Bicêtre          | Val-de-Marne            | Île-de-France              | classé     | « PA00079883 », notice no PA00079883 | 48° 48′ 40″ nord, 2° 21′ 27″ est   |       |
| Tour Jarlier                                                                                   | Saint-Tropez                | Var                     | Provence-Alpes-Côte d'Azur | inscrit    | « PA00081727 », notice no PA00081727 | 43° 16′ 20″ nord, 6° 38′ 27″ est   |       |
| Thermes gallo-romains de Vaison-la-Romaine                                                     | Vaison-la-Romaine           | Vaucluse                | Provence-Alpes-Côte d'Azur | classé     | « PA00082189 », notice no PA00082189 | 44° 14′ 34″ nord, 5° 04′ 29″ est   |       |
| Château de Beaumarchais                                                                        | Bretignolles-sur-Mer        | Vendée                  | Pays de la Loire           | inscrit    | « PA00110059 », notice no PA00110059 | 46° 39′ 10″ nord, 1° 51′ 29″ ouest |       |
| Château des Essarts                                                                            | Essarts-en-Bocage           | Vendée                  | Pays de la Loire           | inscrit    | « PA00110091 », notice no PA00110091 | 46° 46′ 35″ nord, 1° 13′ 16″ ouest |       |
| Prieuré Notre-Dame de Lencloître                                                               | Lencloître                  | Vienne                  | Nouvelle-Aquitaine         | inscrit    | « PA00105491 », notice no PA00105491 | 46° 48′ 46″ nord, 0° 19′ 44″ est   |       |
| Amphithéâtre                                                                                   | Poitiers                    | Vienne                  | Nouvelle-Aquitaine         | classé     | « PA00105584 », notice no PA00105584 | 46° 34′ 43″ nord, 0° 20′ 22″ est   |       |
| Hôtel Vetault                                                                                  | Poitiers                    | Vienne                  | Nouvelle-Aquitaine         | inscrit    | « PA00105618 », notice no PA00105618 | 46° 34′ 41″ nord, 0° 20′ 13″ est   |       |
| Château de la Massardière                                                                      | Thuré                       | Vienne                  | Nouvelle-Aquitaine         | classé     | « PA00105741 », notice no PA00105741 | 46° 50′ 25″ nord, 0° 27′ 21″ est   |       |
| Château des Stuart                                                                             | Vézinnes                    | Yonne                   | Bourgogne-Franche-Comté    | inscrit    | « PA00113937 », notice no PA00113937 | 47° 53′ 33″ nord, 3° 56′ 44″ est   |       |
| Lavoir de Voutenay-sur-Cure                                                                    | Voutenay-sur-Cure           | Yonne                   | Bourgogne-Franche-Comté    | inscrit    | « PA00113959 », notice no PA00113959 | 47° 33′ 47″ nord, 3° 46′ 59″ est   |       |
| Église Saint-Vincent-et-Saint-Sébastien de Bullion                                             | Bullion                     | Yvelines                | Île-de-France              | inscrit    | « PA00087388 », notice no PA00087388 | 48° 37′ 20″ nord, 1° 59′ 48″ est   |       |
| Église Saint-Pierre-Saint-Paul d'Orgeval                                                       | Orgeval                     | Yvelines                | Île-de-France              | inscrit    | « PA00087558 », notice no PA00087558 | 48° 55′ 10″ nord, 1° 58′ 35″ est   |       |